# Carla (logiciel)
Pour les articles homonymes, voir Carla.
Carla est un logiciel libre d'informatique musicale développé par le développeur portugais, Felipe Coelho (surnommé falkTX) de type hôte à greffons. Il permet d'utiliser l'ensemble des principaux différents types de plug-in audio, existant, avec les applications supportant les formats VST et LV2. Il supporte notamment les formats LADSPA（dont LRDF), DSSI, LV2, VST2, VST3, AU, ainsi que le format de fontes sonores, SF2 et SFZ,. Il permet également de relier les entrées MIDI aux différents éléments. Il peut être contrôlé à distance à l'aide du protocole OSC.
Il était à l'origine intégré dans le logiciel audio Cadence, puis a été rendu indépendant afin de pouvoir être utilisé avec d'autres logiciels.
Il comporte une interface graphique pour mettre en place les directions des échanges.
Il supporte également les sorties audio de JACK et de Ableton Link.

## Vidéographie
- (en) Filipe Coelho, « Carla Plugin Host - Feature overview and workflows », sur CCC.de (présentation au Chaos Communication Congress)